# Karlos Arguiñano
Karlos Arguiñano (* 6. September 1948 in Beasain/Gipuzkoa im spanischen Baskenland) ist ein spanischer Koch und Unternehmer, er gehört zur ethnischen Minderheit der Basken. Er ist bekannt durch seine Kochprogramme im spanischen Fernsehen und durch seine Auftritte in einigen spanischen Kinofilmen.

## Leben
Karlos Arguiñano arbeitete nach seiner Schulausbildung zunächst bei dem Hersteller von Eisenbahnwaggons und Nahverkehrszügen CAF in seinem Heimatort Beasain, jedoch entschied er sich im Alter von 17 Jahren für den Besuch der Gastronomieschule Escuela de Hostelería del Hotel Euromar in Zarautz unter Luis Irizar.
Mit 30 Jahren eröffnete er sein Hotelrestaurant in Zarautz, welches in einem burgähnlichen Gebäude untergebracht ist. 1992 gründete Arguiñano, ebenfalls in Zarautz, die Gastronomieschule Escuela de Cocina Aiala.
Karlos Arguiñano hat eine Vielzahl von Kochprogrammen im baskischen und spanischen Fernsehen präsentiert, auch hat er eine Reihe von Kochbüchern geschrieben. Mittlerweile verfügt er über eine eigene Produktionsfirma, Bainet, mit der er unter anderem am spanischen Fernsehsender La Sexta beteiligt ist.
Neben seinen Tätigkeiten als Koch und Produzent trat Arguiñano in den spanischen Kinofilmen Airbag, El Año Mariano und El Rey de la Granja auf.